# Международная организация
Междунаро́дная организа́ция — объединение межгосударственного или негосударственного характера, созданное на основе соглашений (например, ООН обладает уставом, а ОБСЕ, в силу специфики деятельности, нет). Международные организации делятся на международные межправительственные (межгосударственные) организации и международные неправительственные (негосударственные, общественные) организации.
Междунаро́дные межправи́тельственные (межгосуда́рственные) организа́ции — объединения государств или государственных институтов, созданные на основе международного договора между государствами или их уполномоченными институциями.
Международные неправи́тельственные (негосуда́рственные, обще́ственные) организации — объединения, членами которых (на основе совместной деятельности для защиты общих интересов и достижения уставных целей в гражданских, политических, культурных, социальных и экономических сферах) являются субъекты из разных стран и зарегистрированные в государстве, законодательство которого позволяет иностранным физическим или юридическим лицам создавать общественные организации и быть избранными в состав руководящего органа такой организации. Пространство (территория) деятельности МНПО определяется Уставом организации. Международные общественные организации наделены международной правосубъектностью в той мере, в которой такая правосубъектность определена тем или иным международным договором, например, правом обжалования нарушений норм Европейской Конвенции о защите прав человека и основных свобод или, например, правом обжалования нарушений норм Европейской Социальной Хартии.
Примечание: Законодательство не каждой страны позволяет создание международных организаций в прямом понимании сущности международной организации. В Латвии, например, согласно статье 5 закона об общественных организациях, половина членов правления организации должна состоять исключительно из лиц, у которых место жительства зарегистрировано в Латвийской Республике. Обойти такой барьер позволяет регистрация организации в более демократической стране (например, в Австрии) и учреждение в Латвии представительства организации: поскольку МНПО находится вне юрисдикции Латвии, Латвийский суд уже не правомочен вынести решение о ликвидации организации — такое решение может быть вынесено лишь судом государства, в юрисдикции которого находится организация. Выбор такой формы деятельности — когда организация зарегистрирована в одной стране, а действует в других странах, позволяет международной общественной организации сохранить свою правосубъектность даже в случае возможного конфликта с национальными властями того или иного государства.
Процедуры признания общественной организации в качестве международной организации не существует — каждая организация объявляет себя национальной или международной положениями своего устава. Международная неправительственная организация соответствует следующим общепринятым критериям:
- цели организации — национальное значение;
- деятельность по достижению установленных целей — международного значения;
- государство регистрации выбирается учредителями организации и учреждение организации осуществляется в соответствии с внутренним законодательством государства регистрации;
- членами (участниками) организации являются субъекты, как минимум, двух государств, либо результативная деятельность организации осуществляется, как минимум, в двух государствах.

Международные общественные организации или её представители могут быть наделены статусом наблюдателя или консультативным статусом при международной межправительственной (межгосударственной) организации.

## История
Первой и старейшей международной организацией, учреждённой на основе договора и имевшей постоянный секретариат, была Центральная комиссия судоходства по Рейну (1815). Первой общей международной организацией, занимавшейся решением ряда различных, в основном геополитических вопросов, была Лига Наций. После второй мировой войны её наследницей стала Организация Объединённых Наций.

## Классификация международных организаций

### Классификация по кругу участников
- универсальные (то есть для всех государств; напр. — ООН)
- региональные (членами которых могут быть государства одного региона; напр. — Организация африканского единства, Организация американских государств)
- межрегиональные

### Классификация по характеру полномочий
- межгосударственные — не ограничивающие суверенитет государства
- надгосударственные — частично ограничивающие суверенитет государства: вступая в подобные организации, государства-члены добровольно передают часть своих полномочий международной организации в лице её органов.

### Классификация по выполняемым функциям
- нормотворческие
- консультативные
- посреднические
- операционные
- информационные

### Классификация по порядку приёма новых членов
- открытые (любое государство может стать членом по своему усмотрению)
- закрытые (приём с согласия первоначальных учредителей)
- специальной компетенции (политические, экономические, кредитно-финансовые, по вопросам торговли, здравоохранения; напр. — Всемирный почтовый союз)

### Международные параорганизации (клубы)
- Международные параорганизации (например, «Большая семёрка», БРИКС), часто играя значительную роль в международных отношениях, не могут быть включены в классификацию международных институтов, так как не имеют официального статуса — не имеют устава, штаб-квартиры и не институционализированы.

## Список международных организаций

### Функционирующие
| Полное наименование организации на русском языке                                     | Сокращённое наименование на русском языке |
| ------------------------------------------------------------------------------------ | ----------------------------------------- |
| Азиатская парламентская ассамблея                                                    | АПА                                       |
| Азиатско-Тихоокеанский парламентский форум                                           | АТПФ                                      |
| Балтийская ассамблея                                                                 | Балтийская ассамблея                      |
| Всемирная ассоциация операторов атомных электростанций                               | ВАО АЭС                                   |
| Всемирная торговая организация                                                       | ВТО                                       |
| Международная авиационная федерация                                                  | ФАИ                                       |
| Международная организация морской спутниковой связи                                  | ИНМАРСАТ                                  |
| Международная организация по предпринимательству и инвестициям                       | …                                         |
| Международная организация уголовной полиции — Интерпол                               | Интерпол                                  |
| Международная федерация инженеров-консультантов (строительство)                      | ФИДИК                                     |
| Международное бюро мер и весов                                                       | МБМВ                                      |
| Международное общество авиационной электросвязи                                      | …                                         |
| МЕРКОСУР                                                                             | -                                         |
| Международный союз по охране новых сортов растений                                   | УПОВ                                      |
| Организация американских государств                                                  | ОАГ                                       |
| Организация Восточно-карибских государств                                            | …                                         |
| Организация Договора о коллективной безопасности                                     | ОДКБ                                      |
| Организация за демократию и экономическое развитие — ГУАМ                            | ГУАМ                                      |
| Организация Объединённых Наций                                                       | ООН                                       |
| Организация Объединённых Наций, Всемирная метеорологическая организация              | ВМО                                       |
| Организация Объединённых Наций, Всемирная организация здравоохранения                | ВОЗ                                       |
| Организация Объединённых Наций, Всемирная организация интеллектуальной собственности | ВОИС                                      |
| Организация Объединённых Наций, Всемирный почтовый союз                              | ВПС                                       |
| Организация Объединённых Наций, Группа Всемирного банка                              | …                                         |
| Организация Объединённых Наций, Международное агентство по атомной энергии           | МАГАТЭ                                    |
| Организация Объединённых Наций, Международная морская организация                    | ИМО                                       |
| Организация Объединённых Наций, Международная организация гражданской авиации        | ИКАО                                      |
| Организация Объединённых Наций, Международная организация труда                      | МОТ                                       |
| Организация Объединённых Наций, Международный валютный фонд                          | МВФ                                       |
| Организация Объединённых Наций, Международный союз электросвязи                      | МСЭ                                       |
| Организация Объединённых Наций, Продовольственная и сельскохозяйственная организация | ФАО                                       |
| Организация Объединённых Наций по вопросам образования, науки и культуры             | ЮНЕСКО                                    |
| Организация Объединённых Наций по промышленному развитию                             | ЮНИДО                                     |
| Всемирная федерация профсоюзов                                                       | ВФП                                       |
| Организация по безопасности и сотрудничеству в Европе                                | ОБСЕ                                      |
| Организация Североатлантического договора (Североатлантический альянс)               | НАТО                                      |
| Организация стран-производителей и экспортёров нефти                                 | ОПЕК                                      |
| Организация Черноморского экономического сотрудничества                              | ОЧЭС                                      |
| Ротари Интернешнл                                                                    | …                                         |
| Северный совет министров                                                             | …                                         |
| Североамериканская зона свободной торговли                                           | НАФТА                                     |
| Совет Баренцева/Евроарктического региона                                             | СБЕР                                      |
| Совет государств Балтийского моря                                                    | СГБМ                                      |
| Совет Европы                                                                         | -                                         |
| Совет сотрудничества арабских государств Персидского залива                          | ССАГПЗ                                    |
| Содружество демократического выбора                                                  | СДВ                                       |
| Содружество наций (Британское содружество)                                           | …                                         |
| Содружество независимых государств                                                   | СНГ                                       |
| Союз арабского Магриба                                                               | САМ                                       |
| Союз для Средиземноморья                                                             | …                                         |
| Тихоокеанский союз                                                                   | …                                         |
| Форум «Азия-Европа»                                                                  | ФАЕ                                       |
| Южноамериканское сообщество наций                                                    | …                                         |
| Международная организация по миграции                                                | МОМ                                       |

### Недействующие
| Полное наименование организации на русском языке | Сокращённое наименование на русском языке | Сокращённое наименование на оригинальном языке | Полное наименование организации на оригинальном языке | Период деятельности | Период(ы) членства России (РСФСР) |
| ------------------------------------------------ | ----------------------------------------- | ---------------------------------------------- | ----------------------------------------------------- | ------------------- | --------------------------------- |
| Лига Наций                                       | -                                         | -                                              | League of Nations / Société des Nations               | 1919—1946           | 1934—1939                         |
| Организация Варшавского договора                 | ОВД                                       | …                                              | …                                                     | 1955—1991           | 1955—1991                         |
| Совет экономической взаимопомощи                 | СЭВ                                       | …                                              | …                                                     | 1949—1991           | 1949—1991                         |
| Третий коммунистический интернационал            | Коминтерн                                 | …                                              | …                                                     | 1919—1943           | 1919—1943                         |

## Международные организации постсоветского пространства

### Межгосударственные объединения, созданные под эгидой стран, бывших в составе СССР
Данные по состоянию на 01.01.2010. Прочерк (-) означает невозможность участия страны в данном межгосударственном объединении вследствие причин, не зависящих от её воли (географические, политические и тому подобные). Многоточие (…) означает потенциальную возможность для страны членства в данном объединении. Сокращение (Наб.) говорит о статусе наблюдателя в данной организации. Сокращение (О. с.) означает особый статус государства в организации, после обозначения предоставлены пояснения.
| Международное объединение                                        | Рос. | Арм. | Грз. | Азб. | Укр.   | Мол. | Бел. | Эст. | Лат. | Лит. | Каз. | Кир. | Тад. | Узб. | Тур.   |
| ---------------------------------------------------------------- | ---- | ---- | ---- | ---- | ------ | ---- | ---- | ---- | ---- | ---- | ---- | ---- | ---- | ---- | ------ |
| Содружество Независимых Государств (СНГ)                         | Да   | Да   | …    | Да   | О. с.¹ | Да   | Да   | …    | …    | …    | Да   | Да   | Да   | Да   | О. с.² |
| Евразийское экономическое сообщество (ЕврАзЭС)                   | Да   | Да   | …    | …    | Наб.   | Наб. | Да   | …    | …    | .…   | Да   | Да   | Да   | Наб. | …      |
| Организация Договора о коллективной безопасности (ОДКБ)          | Да   | Да   | …    | …    | …      | …    | Да   | …    | …    | …    | Да   | Да   | Да   | …    | …      |
| Содружество демократического выбора (СДВ)                        | -    | -    | Да   | -    | Да     | Да   | -    | Да   | Да   | Да   | -    | -    | -    | -    | -      |
| Шанхайская организация сотрудничества (ШОС)                      | Да   | -    | -    | -    | -      | -    | -    | -    | -    | -    | Да   | Да   | Да   | Да   | …      |
| Организация за демократию и экономическое развитие — ГУАМ (ГУАМ) | -    | …    | Да   | Да   | Да     | Да   | …    | …    | Наб. | …    | …    | …    | …    | …    | …      |
| Балтийская ассамблея                                             | -    | -    | -    | -    | -      | -    | -    | Да   | Да   | Да   | -    | -    | -    | -    | -      |
| Союзное государство России и Белоруссии                          | Да   | -    | -    | -    | -      | -    | Да   | -    | -    | -    | -    | -    | -    | -    | -      |

¹ Украина не ратифицировала Устав СНГ, поэтому, де-юре — она не является государством-членом СНГ, относясь к государствам-учредителям и государствам-участникам Содружества.
² На казанском саммите СНГ, состоявшемся 26 августа 2005 года, Туркменистан заявил о том, что будет участвовать в организации в качестве «ассоциированного члена».

### Межгосударственные объединения, созданные под эгидой стран Европы
Данные по состоянию на 01.01.2010. Прочерк (-) означает невозможность участия страны в данном межгосударственном объединении вследствие причин, независящих от её воли (географические, политические и т. п.). Многоточие (…) означает потенциальную возможность для страны членства в данном объединении. Сокращение (Наб.) означает о статусе наблюдателя в данной организации.
| Международное объединение                                      | Рос. | Арм. | Грз. | Азб. | Укр. | Мол. | Бел. | Эст. | Лат. | Лит. | Каз. | Кир. | Тад. | Узб. | Тур. |
| -------------------------------------------------------------- | ---- | ---- | ---- | ---- | ---- | ---- | ---- | ---- | ---- | ---- | ---- | ---- | ---- | ---- | ---- |
| Международная организация уголовной полиции — Интерпол         | Да   | Да   | Да   | Да   | Да   | Да   | Да   | Да   | Да   | Да   | Да   | Да   | Да   | Да   | Да   |
| Организация по безопасности и сотрудничеству в Европе (ОБСЕ)   | Да   | Да   | Да   | Да   | Да   | Да   | Да   | Да   | Да   | Да   | Да   | Да   | Да   | Да   | Да   |
| Зона европейского высшего образования (Болонская группа)       | Да   | Да   | Да   | Да   | Да   | Да   | …    | Да   | Да   | Да   | Да   | …    | …    | …    | …    |
| Всемирная торговая организация (ВТО)                           | Да   | Да   | Да   | …    | Да   | Да   | …    | Да   | Да   | Да   | Да   | Да   | Да…  | …    | …    |
| Совет Европы                                                   | -    | Да   | Да   | Да   | Да   | Да   | …    | Да   | Да   | Да   | -    | -    | -    | -    | -    |
| Европейский союз (ЕС)                                          | …    | …    | …    | …    | …    | …    | …    | Да   | Да   | Да   | -    | -    | -    | -    | -    |
| Североатлантический альянс (НАТО)                              | …    | …    | …    | …    | …    | …    | …    | Да   | Да   | Да   | …    | …    | …    | …    | …    |
| Организация Черноморского экономического сотрудничества (ОЧЭС) | Да   | Да   | Да   | Да   | Да   | Да   | Наб. | -    | -    | -    | -    | -    | -    | -    | -    |
| Совет государств Балтийского моря (СГБМ)                       | Да   | -    | -    | -    | Наб. | -    | -    | Да   | Да   | Да   | -    | -    | -    | -    | -    |
| Северный совет министров                                       | …    | -    | -    | -    | -    | -    | -    | Наб. | Наб. | Наб. | -    | -    | -    | -    | -    |
| Арктический совет                                              | Да   | -    | -    | -    | -    | -    | -    | -    | -    | -    | -    | -    | -    | -    | -    |
| Совет Баренцева / Евроарктического региона (СБЕР)              | Да   | -    | -    | -    | -    | -    | -    | -    | -    | -    | -    | -    | -    | -    | -    |

### Межгосударственные объединения, созданные под эгидой стран Азии и прочих стран
Данные по состоянию на 01.01.2010. Прочерк (-) означает невозможность участия страны в данном межгосударственном объединении вследствие причин, независящих от её воли (географические, политические и т. п.). Многоточие (…) означает потенциальную возможность для страны членства в данном объединении. Сокращение (Наб.) означает о статусе наблюдателя в данной организации.
| Международное объединение                                  | Рос. | Арм. | Грз. | Азб. | Укр. | Мол. | Бел. | Эст. | Лат. | Лит. | Каз. | Кир. | Тад. | Узб. | Тур. |
| ---------------------------------------------------------- | ---- | ---- | ---- | ---- | ---- | ---- | ---- | ---- | ---- | ---- | ---- | ---- | ---- | ---- | ---- |
| Форум «Азия-Европа» (АСЕМ)                                 | Да   | …    | …    | …    | …    | …    | …    | Да   | Да   | Да   | …    | …    | …    | …    | …    |
| Азиатская парламентская ассамблея (АПА)                    | Да   | …    | …    | …    | -    | -    | -    | -    | -    | -    | Да   | Да   | Да   | Да   | …    |
| Организация Исламского сотрудничества (ОИС)                | Наб. | -    | -    | Да   | -    | -    | -    | -    | -    | -    | Да   | Да   | Да   | Да   | Да   |
| Азиатско-Тихоокеанский парламентский форум (АТПФ)          | Да   | -    | -    | -    | -    | -    | -    | -    | -    | -    | -    | -    | -    | -    | -    |
| Азиатско-Тихоокеанское экономическое сотрудничество (АТЭС) | Да   | -    | -    | -    | -    | -    | -    | -    | -    | -    | -    | -    | -    | -    | -    |
| Тюркский совет                                             | …    | -    | -    | Да   | -    | -    | -    | -    | -    | -    | Да   | Да   | -    | …    | …    |

### Межгосударственные объединения, созданные с участием стран Африки и других стран
- Западно-африканская валютная зона (ЗАВЗ, WAMZ)
- Восточноафриканское сообщество (ЕАК)
- Общий рынок Восточной и Южной Африки (КОМЕСА)
- Комиссия Индийского океана (англ. Indian Ocean Commission; КИО, IOC)
- Зона французского франка (КФА)
- Общая валютная зона (ОВЗ)
- Союз арабского Магриба (САМ)
- Западноафриканский экономический и валютный союз (УЭМОА)
- Южноафриканское сообщество развития (САДК)
- Экономическое и валютное сообщество Центральной Африки, Центральноафриканское валютно-экономическое сообщество (ЦЕМАК, CEMAC)
- Экономическое сообщество центрально-африканских государств (ЭКЦАС)
- Экономическое сообщество западноафриканских государств (ЭКОВАС)
- Южноафриканский таможенный союз (ЮАТС)